# 陳運財
陳運財（1961年8月10日—），臺灣刑事訴訟法學者，神户大学法學博士。現為國立成功大學法律系教授，曾為成大法律系主任、東海大學法律系教授、東海大學法律學院院長。2024年獲時任總統賴清德提名為司法院大法官，後經立法院人事審查不通過。

## 著作
- 期刊、指導論文、論著[5][6]

## 資料來源
1. ↑  . 中華民國總統府. 2024-08-30 （中文（繁體））.
2. 1 2  . 中華民國總統府.   [2024-12-31] （中文（繁體））.
3. ↑  . 國立成功大學法律學系.   [2025-01-01] （中文（繁體））.
4. ↑  . 中央通訊社. 2024-08-30.
5. ↑  陳運財教授 （页面存档备份，存于）.東海大學教師履歷
6. ↑  陳運財 （页面存档备份，存于）.法源法律網